# Lo-Reninge
Lo-Reninge ist eine belgische Kleinstadt in der Region Flandern mit 3216 Einwohnern (Stand 1. Januar 2024). Sie ist nach Mesen die zweitkleinste Stadt in Belgien. Lo-Reninge entstand 1977 aus dem Zusammenschluss der bis dahin selbständigen Stadt Lo mit den Gemeinden (und heutigen Stadtteilen) Reninge, Pollinkhove und Noordschote.

## Lage
Die Stadt liegt im äußersten Westen Belgiens etwa zehn Kilometer östlich der Grenze zu Frankreich und 18 km südlich der belgischen Küste am Ärmelkanal. Lo-Reninge ist noch landwirtschaftlich geprägt und hat für Belgien eine sehr geringe Einwohnerdichte. Südlich der Stadt verläuft der Fluss IJzer (niederländisch) bzw. Yser (französisch); der von ihm abzweigende und bis nach Nieuwpoort an der belgischen Küste führende schiffbare Kanal Lovaart verläuft in unmittelbarer Nähe der Stadt.
Diksmuide liegt zehn Kilometer nordöstlich, Nieuwpoort 16 Kilometer nördlich, Ypern 17 Kilometer südöstlich, Brügge 40 Kilometer nordöstlich und Brüssel ca. 113 Kilometer östlich.

## Infrastruktur

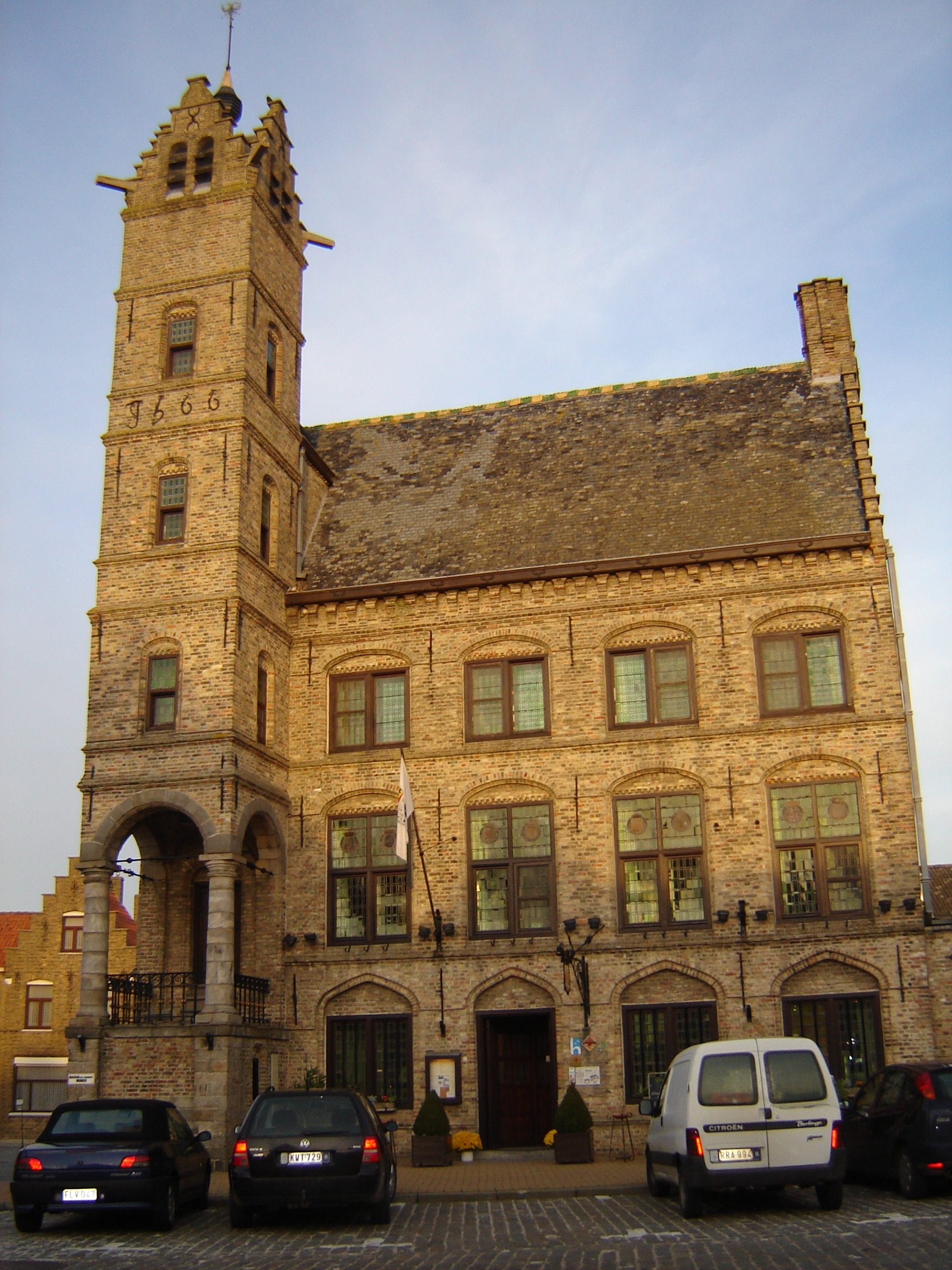
Rathaus von Lo mit Belfried

Die nächsten Autobahnabfahrten befinden sich bei Veurne im Norden an der Autobahn 18 und bei Ypern im Süden an der Autobahn 19.
In Diksmuide, Veurne und Ypern befinden sich die nächsten Regionalbahnhöfe. In Ostende und Brügge halten auch überregionale Schnellzüge.
In Ostende und der französischen Großstadt Lille befinden sich Flughäfen (Flughäfen Ostende-Brügge und Lille) und nahe der Hauptstadt Brüssel existiert mit dem Flughafen Brüssel-Zaventem ein internationaler Verkehrsflughafen.

## Sehenswürdigkeiten
Das Rathaus mit Belfried ist seit 1999 Teil des UNESCO-Welterbes „Belfriede in Belgien und Frankreich“.

## Söhne und Töchter
- Gustave Joseph Bouve (1902–1989), römisch-katholischer Ordensgeistlicher und Bischof von Kongolo